# アッペンツェル鉄道

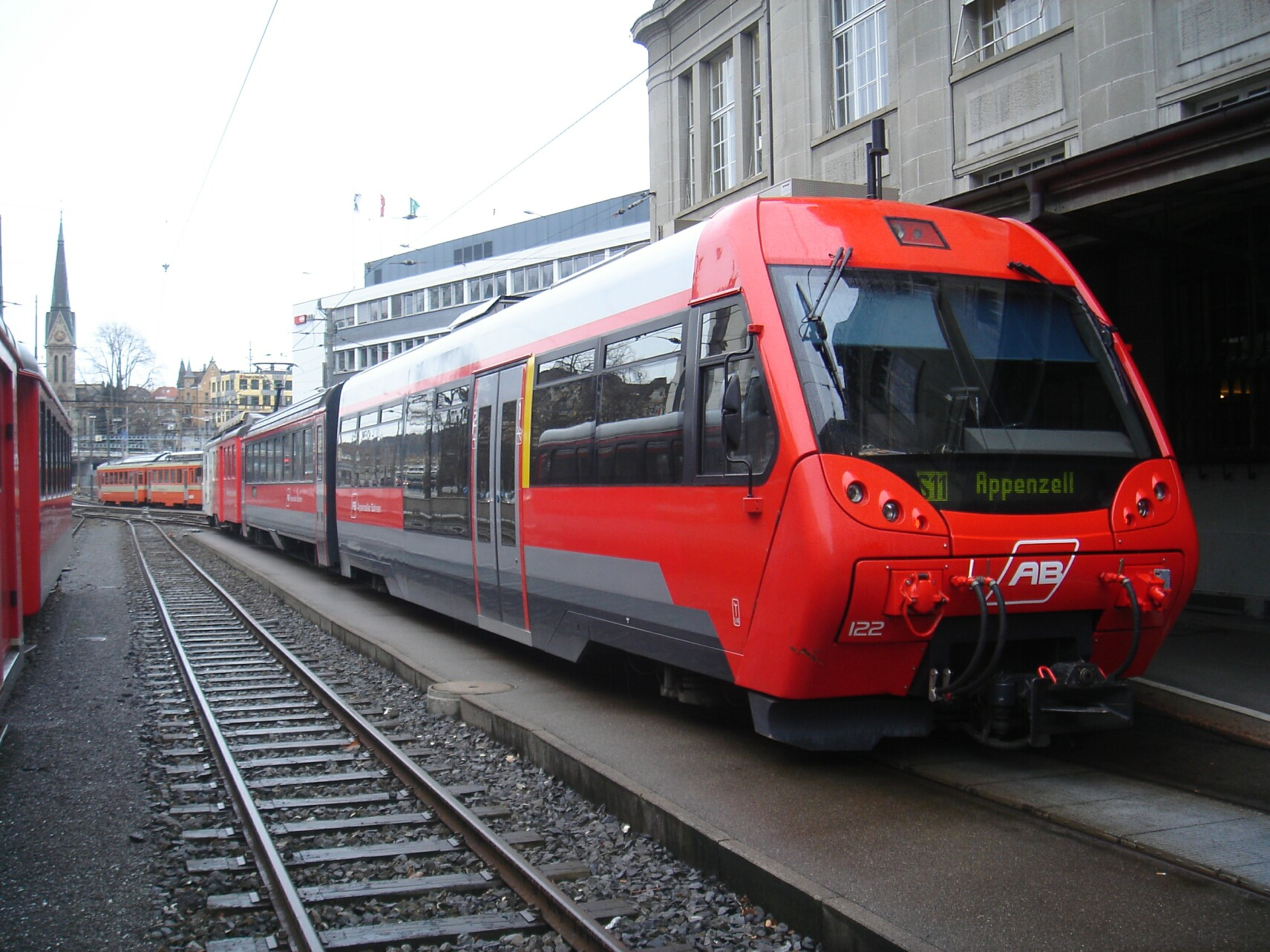
前面に新ロゴを表記したABt 122型低床制御客車、ザンクト・ガレンにて2007年3月1日撮影

アッペンツェル鉄道（アッペンツェルてつどう、ドイツ語: AB: Appenzeller Bahnen）は、アッペンツェル・アウサーローデン準州ヘリザウに本社を置き、同州とアッペンツェル・インナーローデン準州、ザンクト・ガレン州に路線を持つ、スイスの鉄道会社である。

## 概要

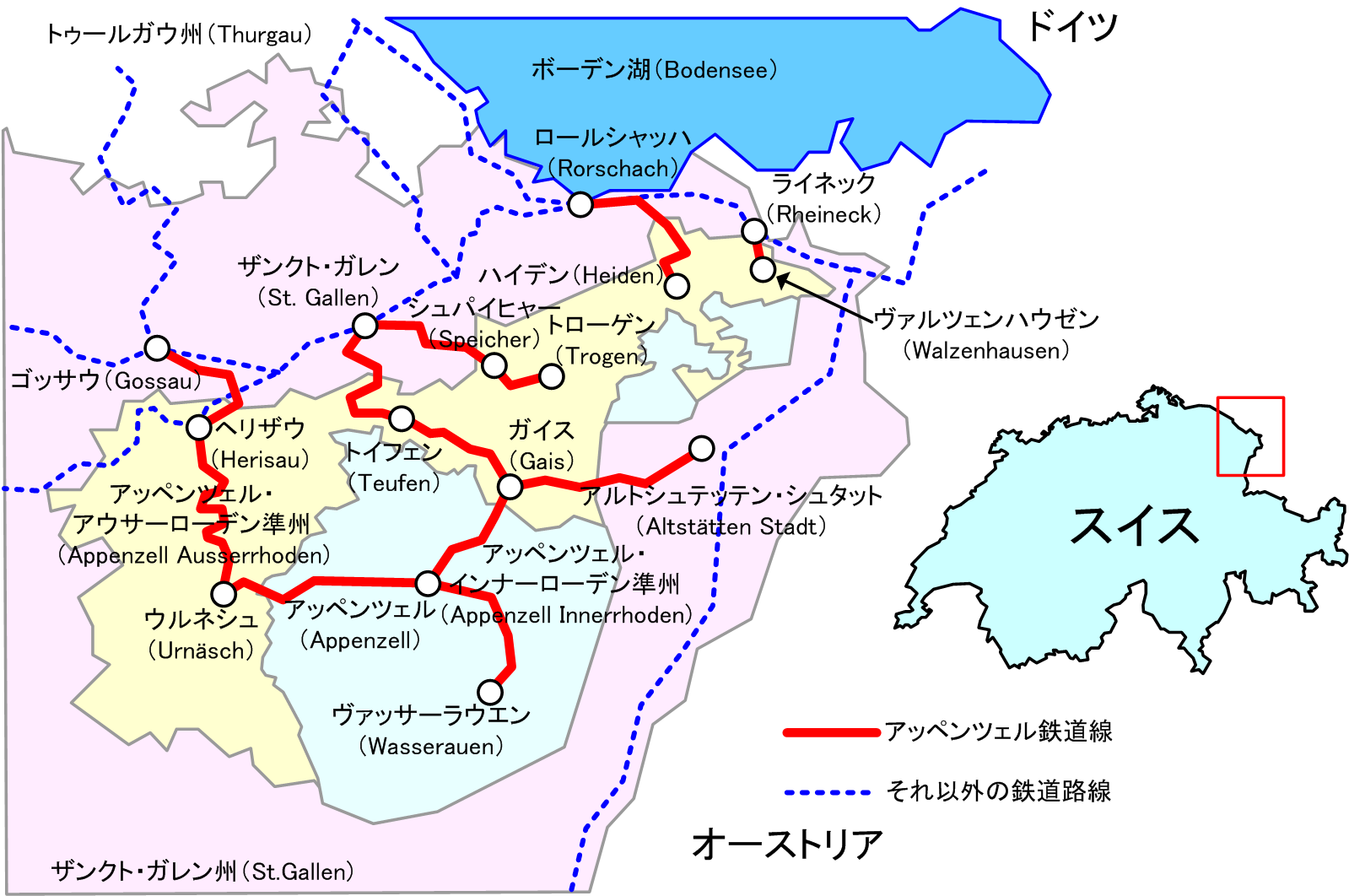
アッペンツェル鉄道路線図

2006年に合併に関係する会社の間で結ばれた協定により、2006年1月1日に遡って、旧アッペンツェル鉄道、ロールシャッハ-ハイデン登山鉄道、ライネック-ヴァルツェンハウゼン登山鉄道、トローゲン鉄道が合併した会社である。合併に際しては吸収合併の形態が採用され、より大きな会社であった旧アッペンツェル鉄道がそれ以外の会社を吸収し、法的には1886年に設立されたものとなっている（商業登記は1886年7月26日になされている）。
1886年に設立された当初のアッペンツェル鉄道についてはアッペンツェル鉄道 (1875年)を、1989年に合併して誕生したアッペンツェル鉄道についてはアッペンツェル鉄道 (1989年)を、それぞれ参照。
アッペンツェル鉄道の運営する路線としては、以下のような区間がある。
- ザンクト・ガレン州ザンクト・ガレン - アッペンツェル・アウサーローデン準州ガイス[4] - アッペンツェル・インナーローデン準州アッペンツェル[5]
  - 軌間1000mm、20.06km、1500V直流電化、リッゲンバッハ・クローゼ式ラック式鉄道区間あり、旧ザンクト・ガレン-ガイス-アッペンツェル電気鉄道[6]
- ザンクト・ガレン州ゴッサウ[7] - アッペンツェル
  - 軌間1000mm、25.92km、1500V直流電化、旧アッペンツェル鉄道（1875年）
- アッペンツェル - ヴァッサーラウエン[8]
  - 軌間1000mm、6.18km、1500V直流電化、旧ゼンティス鉄道[9]
- ザンクト・ガレン州アルトシュテッテン・シュタット[10] - ガイス
  - 軌間1000mm、7.65km、1500V直流電化、シュトループ式ラック式鉄道、旧アルトシュテッテン-ガイス鉄道[11]
- ザンクト・ガレン - アッペンツェル・アウサーローデン準州トローゲン[12]
  - 軌間1000mm、9.85km、1000V直流電化、旧トローゲン鉄道
- ザンクト・ガレン州ライネック[13] - アッペンツェル・アウサーローデン準州ヴァルツェンハウゼン[14]
  - 軌間1200mm、1.96km、600V直流電化、リッゲンバッハ式ラック式鉄道、旧ライネック-ヴァルツェンハウゼン登山鉄道
- ザンクト・ガレン州ロールシャッハ[15] - アッペンツェル・アウサーローデン準州ハイデン[16]
  - 軌間1435mm、6.16km、15kV16.7Hz交流電化、リッゲンバッハ式ラック式鉄道、旧ロールシャッハ-ハイデン登山鉄道

アルトシュテッテン・シュタットの駅は、スイス連邦鉄道（スイス国鉄）のアルトシュテッテンSG駅（チューリッヒ・アルトシュテッテン駅との混同を避けるため、ザンクト・ガレン州の略号「SG」を付して呼ばれる。）とは離れた場所にあり、RTBラインタールバス330番系統が両駅間を所要6分程度で結んでいる。

## 計画中のメーターゲージ路線
トローゲンからアッペンツェル・アウサーローデン準州シュパイヒャー、ザンクト・ガレン、アッペンツェル・アウサーローデン準州トイフェン、ガイスを経由してアッペンツェルまで直通列車を運行できるようにするために、ザンクト・ガレンの市内にメーターゲージ路線を建設する計画がある。しかしながらこれを実現するためには、ザンクト・ガレン市内にあるラック式鉄道区間を粘着式運転へ切り替えなければならない。リートヒュスリ駅からトンネルでゲルテンヴィラー通りまで降りてくる路線が提案されている。地上での新路線建設や現路線の勾配を克服できる車両を購入する案は、トンネル案に比べてメリットがないと判明している。
新しい直通路線は、旧トローゲン鉄道の最新の電車を用いて運行される予定である。直通運転をできるようにするために、ザンクト・ガレン - トローゲン間の区間については、現在の1,000V直流電化から1500V直流電化に昇圧しなければならない。また、ザンクト・ガレン - アッペンツェル間については、ザンクト・ガレン市内の通りの路面電車に適合した分岐器を、細いフランジに対応したものに改造しなければならない。しかしながら、従来の幅広のフランジを備えた車両の通行可能性も保証しなければならない。
現在、このプロジェクトの予算は合計8000万スイス・フランと見積もられている。さらに連邦のインフラストラクチャーに関する基金からのかなりの支出が期待されている。これに加えて、直通路線計画はまず地域共同体の計画に採用され、そしてその計画が承認されなければならない。

## 過去の合併会社
今日のアッペンツェル鉄道は、以下のような過去の合併会社から構成されている。それぞれの会社については各項目を参照のこと。
- 2006年のアッペンツェル鉄道成立に加わった4社
  - アッペンツェル鉄道（1989年）
  - トローゲン鉄道
  - ロールシャッハ-ハイデン登山鉄道
  - ライネック-ヴァルツェンハウゼン登山鉄道

- 1989年のアッペンツェル鉄道（1989年）成立に加わった2社
  - アッペンツェル鉄道 (1875年)[23]（1885年まではスイス地域鉄道会社[24]という会社名であった）
  - ザンクト・ガレン-ガイス-アッペンツェル電気鉄道（1931年まではアッペンツェル軌道会社[25]という会社名であった）

- 1949年にアッペンツェル鉄道（1875年）に合併
  - アッペンツェル-ヴァイスバート-ヴァッサーラウエン鉄道[26]（1939年まではゼンティス鉄道という会社名であった）

- 1947年にザンクト・ガレン-ガイス-アッペンツェル電気鉄道に合併
  - アルトシュテッテン-ガイス鉄道